# Ђузепе Будицин Пино
Ђузепе Будицин Пино (итал. Giuseppe Budicin Pino; Ровињ, 27. април 1911 — Валдибор, код Ровиња, 7. фебруар 1944), учесник Народноослободилачке борбе, члан Земаљског антифашистичког вијећа Хрватске и народни херој Југославије.

## Биографија
Рођен 27. априла 1911. године у Ровињу, у сиромашној радничој породици. Отац му је био столар, а мајка му је умрла док је још био мали. После завршене основне и Ниже грађанске школе, завршио је бријачки занат. Код истога мајстора касније је радио као помоћник.
С основама антифашистичке борбе упознао се током 1927. и 1928. године, када је дошао у додир с појединим члановима Комунистичке партије Италије. Убрзо је био примљен у чланство КП Италије. Од 1931. до 1933. служио је војни рок у морнарици, у Ла Спезиу. Након одслужења војног рока, радио је у родном месту. Када је дошло до хапшења неколицине ровињских комуниста, међу њима је ухапшен и Пино.
Специјални суд за заштиту државе осудио га је на седам година затвора. Након што је издржао три године робије, амнестиран је, и у марту 1937. године поново се вратио у Ровињ. По изласку из затвора, одмах се повезао с партијском организацијом. Растурао је антифашистичке летке и посебно радио с антифашистичком омладином. Фашистичка полиција је запазила његов рад, па је поново ухапшен крајем 1937. године. Наредне године осуђен је у Риму на 12 година робије. Из затвора је пуштен уочи капитулације Италије 1943. године.
Капитулација Италије затекла га је у Ровињу, где се повезао са Народноослободилачким покретом и почео да ради на стварању народне власти, вршењу мобилизације за Ровињски батаљон и на учвршћењу партијске организације у Ровињу.
Био је политички секретар Котарског комитета КПХ за Ровињ, члан Обласног комитета КПХ за Истру, члан Обласног НО одбора за Истру, а на Другом заседању ЗАВНОХ-а у Плашком изабран је за члана ЗАВНОХ-а. Радио је и на покретању штампе на италијанском језику у Истри, како би се његови сународници упознали с циљевима Народноослободилачке борбе на свом материњем језику.
Ухапшен је 7. фебруара 1944. године, у близини Ровиња. Стрељан је на обали луке Валдибора, 8. фебруара 1944. године. Италијански батаљон, који је формиран у марту 1944. године, носио је његово име.
Указом председника СФР Југославије Јосипа Броза Тита 26. септембра 1973. проглашен је за народног хероја.